# Озёрное (Сокулукский район)
Озёрное (кирг. Озерное) — село в Сокулукском районе Чуйской области Кыргызстана. Входит в состав Фрунзенского айылного аймака.

## География
Село расположено в центральной части области, на расстоянии приблизительно 11 километров (по прямой) к северо-востоку от села Сокулук, административного центра района. Абсолютная высота — 685 метров над уровнем моря.

## Население
Согласно оценочным данным Национального статистического комитета Кыргызской Республики, численность населения села на начало 2023 года составляла 938 человек.
| год     | 2009 | 2014 | 2015 | 2020 | 2021 | 2023 |
| ------- | ---- | ---- | ---- | ---- | ---- | ---- |
| человек | 741  | 665  | 794  | 908  | 917  | 938  |